# 封神演义
《封神演义》，俗稱《封神榜》，又名《封神傳》、《商周列國全傳》、《武王伐紂外史》，是一部中国神魔小说，约成书于隆庆、万历年间。
关于作者，一說是明朝的許仲琳（或作陳仲琳），也有人認為是明代道教學者陸西星。《封神演義》全書共一百回。故事由商紂王題詩調戲女媧、妲己進宮魅惑紂王開端，以姜子牙輔佐周武王伐紂的中國歷史為背景，描寫了商朝與周朝的對抗，以及闡教、截教諸仙鬥智鬥法、破陣封神的故事，最後以姜子牙封諸神和周武王封諸侯做結尾。情節融合了當時的史實人物和神話人物，包括人類、道士、神仙和各種妖精，情節虛實交錯，奇幻色彩濃厚，塑造了許多鮮明的人物形象。

## 故事原型
其原型最早可追溯至南宋的《呂望興周平話》（《武王伐纣白话文》），可能還參考了《商周演义》、《昆仑八仙东游记》等。

## 故事大綱
請参看封神演义各回概要。
《封神演義》的世界分為「仙界」和「人界」。道教始祖鴻鈞老祖有三名弟子，太上老君、元始天尊和通天教主。太上老君創人道教；人類出身的道士、神仙屬於闡教，在崑崙山上修行，以元始天尊為教主。

## 人物
姜子牙
姜子牙是《封神演義》的主角。他的前半生默默無聞，自32歲起上崑崙山學道，拜元始天尊為師，但他並沒有成為仙人的素質，於是在72歲下山，奉師命執行封神的計畫。他先投靠義兄宋異人，娶妻馬氏，在朝歌開命相館維生，後來因火燒琵琶精而獲得官職，但又因拒造鹿臺而棄官逃跑，馬氏也因此與他離異。姜子牙在釣魚時遇見西伯侯姬昌，兩人相談甚歡，姬昌決定聘姜子牙為軍師，由於姬昌的祖父曾預言「聖人將現，周得以興」，所以姜子牙又通稱太公望（祖父（太公）所期望之人）。之後，姜子牙便致力於輔佐姬昌，在姬昌死後繼續輔佐繼位的姬發，並率兵討伐暴虐無道的紂王，最終攻陷首都朝歌，建立新的王朝──周。
姜子牙有元始天尊賜予的法寶打神鞭及座騎四不像，但他並不是依靠戰鬥能力，而是以軍師的身份將敵人追趕至窮途末路。姜子牙在戰事中面臨了七次死亡，三次災厄，但總是能化險為夷，最終成功讓姬發登基為周武王。之後，姜子牙在封神臺上冊封了三百六十五位正神，而姜子牙也因為功績卓著，被周武王封為齊侯。
姬昌
姬昌是西岐的周國君主，商朝四大諸侯中的西伯侯，姬昌繼承了父親季歷的仁政之風，由於善政親民，許多有能之士都移往西岐。姬昌精通易學，因此預料到受妲己蠱惑的紂王將對自己不利，在獲釋後，姬昌回到西岐並遇見了在水邊釣魚的姜子牙，將他聘為軍師。姬昌在晚年討伐了北伯侯崇侯虎，雖然周軍大獲全勝，但姬昌一見到崇侯虎父子的首級後就被嚇得六神無主，在把遺願和姬發託付給姜子牙後便薨。在姜子牙輔佐姬發成為周武王後，姬昌被追諡為周文王。
紂王
紂王是商王朝的末代君王，是帝乙的三子，在帝乙駕崩後繼位。紂王在參拜女媧時見到了女媧聖像，起了色心後便在宮殿的牆壁上題了戲謔的詩，因而使女媧大怒，差遣三隻妖精斷送商的天下。紂王與她們成天享樂，建造鹿臺、酒池肉林等奢華之物，以蠆盆、炮烙等酷刑誅殺忠良，全然不顧天下蒼生死活，最終引起了西伯侯姬昌的叛亂，而黃飛虎、鄧九公等將領也紛紛造反。雖然也有像聞仲般忠心耿耿的臣子，但紂王最後仍失去了天下。在紂王領悟到自己天命已盡後，他在摘星樓自焚而死。紂王死後被封為天喜星。
千年狐狸精
千年狐狸精是軒轅墳三妖之首，紂王在女媧宮題詩褻瀆女媧後，女媧認定殷商氣數已盡，便派南門外軒轅墳的三個妖精：千年狐狸精，九頭雉雞精和玉石琵琶精進宮魅惑紂王，而千年狐狸精則趁著蘇護將女兒妲己獻入宮中時，殺死妲己並取而代之。她的本性殘忍又淫亂，在取得紂王的寵信後，絲毫不顧女媧娘娘的命令，盡情縱欲殺人，讓商朝國政停滯。太師杜元銑、大夫梅伯等許多忠良的臣子都從旁勸諫紂王，但大多都被妲己想出的刑罰炮烙和蠆盆處死，妲己還同費仲一起陷害姜皇后，導致姜皇后喪命，太子殷洪與殷郊出逃，原宰相商容自盡，趙啟被殺；由於擔心姜皇后的父親東伯侯姜桓楚會造反，妲己慫恿紂王設宴殺死四大諸侯，這場宴會導致東伯侯姜桓楚和南伯侯鄂崇禹死亡，西伯侯姬昌在羑里受七年牢獄之災。在姬昌之子伯邑考以進貢拯救父親時，妲己起了色心，想誘惑伯邑考，但被伯邑考拒絕，妲己為了復仇，將伯邑考殺死之後做成肉餅逼姬昌吃下。她還夥同玉石琵琶精一起殺害亞相比干，用計害死黃飛虎的妻子賈氏和妹妹黃貴妃。在西岐軍日漸茁壯之時，妲己為了取樂，讓紂王下令殺死無辜的孕婦和老人，對前線的戰事沒能提出解決辦法。在商朝滅亡後，九頭雉雞精胡喜媚、玉石琵琶精被楊戬和韋護監斬，千年狐狸妲己被姜子牙斬首，三妖首級懸於周營轅門。
申公豹
申公豹是元始天尊的弟子，姜子牙的師弟，座騎是白額虎，持有法寶開天珠，道行雖然不高，但能言善道、交際廣闊，通曉左道之術，具有將自己的首級割下再裝回的異能。在姜子牙受命封神後，申公豹叫住姜子牙，勸他跟隨自己保紂滅周，姜子牙認為公豹之舉違背天意，自己亦無意違反師尊之命，拒絕了公豹，公豹遂立誓要讓西岐化為血海，之後遊走四方，勸說龍鬚虎、十天君、土行孫、三仙姑、呂岳、殷洪、殷郊、馬元等人與姜子牙為敵。在佳夢關前，公豹與姜子牙正面對決，雖然身上帶傷的姜子牙不敵申公豹，但懼留孫從旁助陣，申公豹被其綑住。申公豹在師尊面前起誓不再阻撓姜子牙，但隨後便違背誓言，於萬仙陣中總督萬仙。在萬仙陣被破後，元始天尊差黃巾力士把公豹的身子拿去塞北海眼。申公豹最後被封為分水將軍，執掌東海。

## 法宝

### 封神榜
《封神榜》是明代神魔小说《封神演义》中的关键法宝，由阐教、截教和人道三方共同制定，用于记录天界诸神的封神名册。由姜子牙负责执行，榜上共封三百六十五位正神，分为八类：雷、火、瘟、斗四部为上部，群星列宿、三山五岳、布雨兴云、善恶之神四部为下部。李靖、金吒、木吒、哪吒、杨戬、韦护、雷震子七位肉身成圣者则不在此列。

## 改编作品

### 電影
- 《妲己》：1964年香港邵氏电影
- 《封神榜》：1969年台湾製作电影
- 《梅山收七怪》：1973年香港邵氏电影
- 《哪吒》：1974年香港邵氏电影
- 《封神演义》：1987年台湾製作電影
- 《哪吒大战美猴王》：1997年台湾製作電影
- 《封神传奇》：2016年香港製作電影
- 《封神第一部：朝歌风云》：2023年中国大陆电影[5]
- 《封神第二部：战火西岐》：2025年中国大陆电影[6]

### 动画電影
- 《哪吒之魔童降世》：2019年中国大陆电影
- 《哪吒之魔童鬧海》：2025年中国大陆电影

### 电视剧
| 年份       | 1981年       | 1986年   | 1986年   | 1989年       | 1990年             | 1999年         | 2000年         | 2001年       | 2006年                      | 2009年                      | 2009年           | 2014年                       | 2015年                       | 2019年        |
| 名稱       | 封神榜       | 封神榜   | 哪吒     | 封神榜       | 封神榜             | 蓮花童子哪吒   | 封神榜         | 封神榜       | 封神榜                      | 封神榜Ⅱ                     | 宝莲灯前传       | 封神英雄榜                   | 封神英雄                     | 封神演義      |
| 電視台     | 香港無線電視 | 台灣中視 | 亞洲電視 | 西安金秋影视 | 上海電視劇製作中心 | 新加坡電視機構 | 台灣中視       | 香港無線電視 | 浙江永樂影視                | 浙江永樂影視                | CTPC             | 華策影視                     | 華策影視                     | 芒果影視      |
| 地區       | 香港         | 台灣     | 香港     | 中國大陆     | 中國大陆           | 新加坡         | 臺灣           | 香港         | 中國大陆                    | 中國大陆                    | 中國大陆         | 中國大陆                     | 中國大陆                     | 中國大陆      |
| 集數       | 13集         | 34集     | 25集     | 5集          | 36集               | 20集           | 341集          | 40集         | 78集 （上部38集，下部40集） | 78集 （上部38集，下部40集） | 46集             | 130集 （上部58集，下部72集） | 130集 （上部58集，下部72集） | 65集          |
| 監製       | 梁家树       | -        | -        | 董祥明       | 郭信玲             | 餘明生、葉成康 | -              | 劉仕裕       | 金國釗、程力棟              | 金鰲勛、劉國輝              | 李汀、苟鹏、何佳 | 王偉延、楊建武               | 王偉延、楊建武               | 楊曉明        |
| 情况       | 播放         | 播放     | 播放     | 播放         | 播放               | 播放           | 播放           | 播放         | 播放                        | 播放                        | 播放             | 播放                         | 播放                         | 中国大陆 禁播 |
| 角色       | 演員         | 演員     | 演員     | 演員         | 演員               | 演員           | 演員           | 演員         | 演員                        | 演員                        | 演員             | 演員                         | 演員                         | 演員          |
| 姜子牙     | 余子明       | 陳慧樓   | 良鸣     | 唐远之       | 蓝天野             | 陈茂林         | 王道揚         | 余子明       | 刘德凯                      | 刘德凯                      | 否               | 陈键锋                       | 陈键锋                       | 于和伟        |
| 妲己       | 林建明       | 周丹薇   | 否       | 梁丽         | 傅艺伟             | 罗海琼         | 陳怡真         | 温碧霞       | 范冰冰                      | 李欣凌                      | 否               | 张馨予                       | 李依晓                       | 王丽坤        |
| 千年狐狸精 | 是           | 是       | 否       | 石磊         | 金铭               | 薛素珊         | 陳怡真         | 冯晓文       | 万宁                        | 林心如                      | 否               | 张馨予                       | 李依晓                       | 邓伦          |
| 哪吒       | 陈仪馨       | 丁華寵   | 方国珊   | 否           | 何威               | 曹骏           | 何建賢、謝靜怡 | 陈浩民       | 冼色丽                      | 冼色丽                      | 宋祖儿           | 张倬闻                       | 张倬闻                       | 梁振伦        |
| 杨戬       | 黄允财       | 趙學煌   | 鲁振顺   | 否           | 李建华             | 成建辉         | 馬幼興         | 钱嘉乐       | 韩栋                        | 韩栋                        | 焦恩俊           | 李进荣                       | 李进荣                       | 罗晋          |
| 雷震子     | 阮兆辉       | 是       | 否       | 否           | 朱伟忠             | 翁清海         | 王淇           | 李家声       | 李子轩                      | 马睿瀚                      | 否               | 郑鹏飞                       | 郑鹏飞                       | 聂东宏        |
| 纣王       | 谭炳文       | 雷威遠   | 否       | 张续成       | 达奇               | 程世勋         | 蘇炳憲、萬鴻貴 | 郑子诚       | 马景涛                      | 吕良伟                      | 否               | 吴卓翰                       | 吴卓翰                       | 邹兆龙        |
| 申公豹     | 金雷         | 王惠五   | 否       | 是           | 雷长喜             | 陈天文         | 鄔汝彬         | 李国麟       | 苗海忠                      | 苗海忠                      | 否               | 张明明                       | 张明明                       | 海一天        |
| 闻仲       | 否           | 周仲廉   | 萧锦     | 否           | 施正泉             | 否             | 否             | 蔡国庆       | 许还山                      | 否                          | 否               | 贺镪                         | 贺镪                         | 杨哲          |
| 姬昌       | 陈有后       | 林照雄   | 熊德诚   | 否           | 魏启明             | 周景春         | 简远信         | 罗乐林       | 田景山                      | 否                          | 否               | 简远信                       | 简远信                       | 高雄          |
| 姬发       | 是           | 宋宏     | 否       | 否           | 张晓林             | 否             | 林佑星         | 张松枝       | 周杰                        | 黄维德                      | 否               | 张迪                         | 张迪                         | 张博          |
| 伯邑考     | 张国强       | 是       | 否       | 否           | 汤镇宗             | 否             | 游耀光         | 盧慶輝       | 關禮傑                      | 否                          | 否               | 季肖冰                       | 否                           | 亓航          |
| 李靖       | 陈欣健       | 是       | 罗乐林   | 否           | 刘安古             | 李海杰         | 黃龍           | 元华         | 张伯俊                      | 张伯俊                      | 郭明翰           | 李槐龙                       | 李槐龙                       | 否            |
| 黄飞虎     | 秦煌         | 李志堅   | 否       | 邹月尔       | 王正伟             | 否             | 否             | 曾伟权       | 鄭斌輝                      | 沈倾掞                      | 否               | 姚卓君                       | 姚卓君                       | 于彦凯        |
| 邓婵玉     | 否           | 唐若堯   | 亦千霞   | 否           | 金铭               | 否             | 否             | 刘玉翠       | 否                          | 齐芳                        | 否               | 否                           | 涂黎曼                       | 吉丽          |
| 琵琶精     | 斑斑         | 林宜桦   | 否       | 张玲         | 孙继红             | 西德-娴玛吉    | 吴秀卿         | 汤盈盈       | 吴佳尼、周影                | 否                          | 否               | 麦迪娜                       | 麦迪娜                       | 否            |

- 《哪吒與楊戩》：2015年香港无线电视制作电视剧
- 《梦回朝歌[8]》：2016年中国大陆制作电视剧
- 《封神之天启》：2017年中国大陆制作电视剧
- 《封神演义[9]》：2019年中国大陆制作电视剧

### 网络電影
- 《封神榜：妖灭》：2020年网络电影
- 《封神榜：决战万仙阵》：2021年网络电影
- 《封神：妲己》：2021年网络电影
- 《封神：纣灭》：2023年网络电影
- 《封神：祸商》：2023年网络电影

### 動畫
- 《封神榜（日语：ドラゴン水滸伝）》：1975年台灣動畫電影
- 《封神榜傳奇》：1999年中国大陆動畫劇集，中国中央电视台首播
- 《仙界传 封神演义》：1999年日本動畫劇集，香港亚洲电视本港台首播
- 《霸穹 封神演义》：2018年日本動畫劇集，是《仙界传 封神演义》的翻拍版

### 漫畫
- 《封神演義》：1996年-2000年日本漫畫
- 《封神演義》：香港漫畫 - 孫威軍

### 游戏
- 《封神榜 伏魔三太子》（1995年全崴信息开发游戏）
- 《封神演义》（1996年台湾智冠科技开发游戏）
- 《封神英杰传》（1996年台湾川普科技开发游戏）
- 《封神演義（日语：封神演義 (ゲーム)）》（1999年日本光荣开发游戏）
- 《封神榜之英雄无敌》（2000年中国内地联盟工作室）
- 《封神演義2》（2002年日本光荣开发游戏）
- 《超‧戰鬥封神（日语：バトル封神）》（2002年日本光荣开发游戏）
- 《Yes！封神榜》（2002年台湾智冠科技开发游戏）
- 《蕩神誌》（2004年台湾英特卫开发游戏）
- 《无双大蛇 魔王再临》（2007年日本光荣开发游戏）
- 《无双大蛇2》（2011年日本光荣特库摩开发游戏）
- 《封神殺》（2011年台湾鈊象电子开发游戏）

## 版本
《封神演义》约成书于明隆庆、万历年间。现存最早的版本，名曰《新刻钟伯敬先生批评封神演义》二十卷，一百回，于日本内阁文库有藏本。该本封面题识见“金阊书坊舒冲甫识”落款，卷之二前署“金阊载阳舒文渊梓行”，因此该本被称为“舒本”。舒本与现今通行的版本（通行本，例如，岳麓书社1988年版，ISBN: 9787805201207），于第九十九回、第一百回所记载的“封神榜单”有诸多差异。

### 譯本
日本最早是在昭和初期的1935年曾有三浦义臣的抄译本；昭和晚期，1977年曾出版木嶋清道的译本。平成时期，1987年有小说家安能務翻譯为日文，但安能務在翻譯的同時對故事情節做了極大的變更，使其譯本更像是二次創作。1995年，株式會社光榮重新出版了按照原著翻譯的新譯本。

## 註解
1. ↑  帝辛，子姓，諱受或受德，紂王則是周武王給的惡諡，《封神演義》中亦通稱紂王
2. ↑  書中並沒有明示公豹在塞北海眼後是否死亡。
3. ↑  本剧中设定妲己与狐狸精设定为不同角色，妲己死后成为广寒仙子，原为范冰冰饰演，后因档期改由李欣凌饰演，林心如饰演九尾狐狸精。

## 外部連結
- . 日本内阁文库藏，明万历时期“金阊载阳舒文渊”本.   [2021-04-07]. （原始内容存档于2021-05-12）.
- 碧海风. . 碧海风云. 2019-10-24. （原始内容存档于2019-10-30）.
- 二階堂善弘. .   [2014-08-09]. （原始内容存档于2014-12-01）.
- 朱越利. .   [2015-01-29]. （原始内容存档于2016-03-04）.
- 鄭政恆. .   [2024-12-19]. （原始内容存档于2024-11-10）.